# Національна й університетська бібліотека Загреба
Національна й університетська бібліотека Загреба (хорв. Nacionalna i sveučilišna knjižnica u Zagrebu) — найбільша наукова бібліотека Хорватії, розташована в місті Загреб. У фондах бібліотеки зберігаються більше 2 млн книжок. Бібліотека є членом міжнародного консорціуму УДК.
Колекція бібліотеки містить багато цінних видань старослов'янською мовою, а також першу книжку хорватською мовою 1483, цінні давні видання німецькою мовою та рідкісні географічні карти.
Генеральний директор бібліотеки — Др. Йосип Стіпанов.

## Історія
Національна й університетська бібліотека Хорватії була заснована в 1607 році як частина єзуїтської школи Neoacademia Zagrabiensis. У 1669 році школа була визнана габзбурзьким королем Леопольдом I. Історія бібліотеки тісно пов'язана з історією Загребського університету, заснованого пізніше. У 1776 році бібліотека стала Королівською бібліотекою академії наук (Regia Scientiarum Academia), а в 1874 році — університетською бібліотекою Загреба. З 1818 року бібліотека стала публічною.

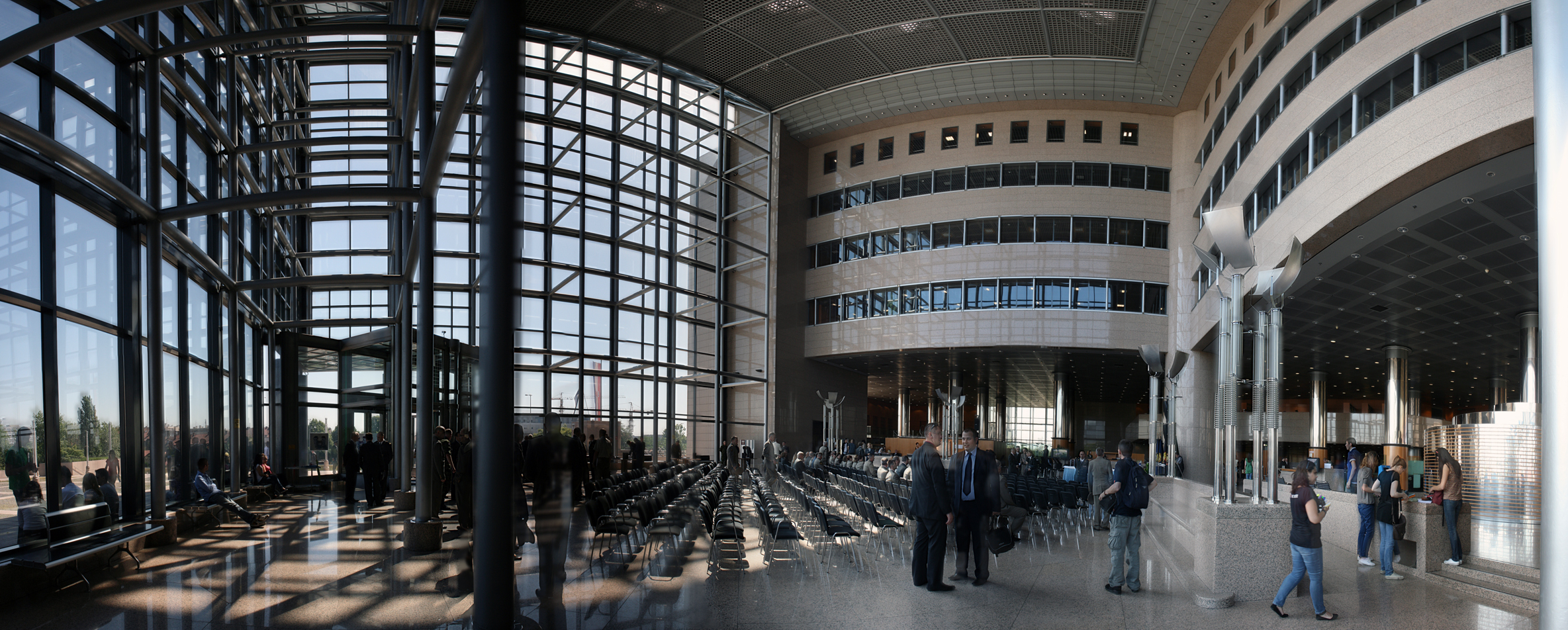
Перший поверх бібліотеки.

З 1837 року бібліотека набула статусу національної й мала отримувати обов'язковий примірник кожної книжки, опублікованої в Хорватії. 28 травня 1995 року бібліотека переїхала в своє сьогоднішнє приміщення. Національна бібліотека має сьогодні шість філій (факультетських бібліотек) та опікується 32 бібліотеками Хорватії.

## Фонди
50 % фондів бібліотеки — література хорватською мовою. 20 % — література англійською, 12 % — німецькою та по 5 % французькою, італійською й російською мовами.
- 2 015 720 монографій
- 24 180 книжкових серій та періодичних видань
- 314 427 мікрофільмів
- 142 113 рукописів
- 28 101 географічних карт
- 17 580 партитур
- 11 735 аудіодокументів